# رابرت لنگلندز
رابرت لنگلندز (به انگلیسی: Robert Phelan Langlands) (متولد ۶ اوت ۱۹۳۶) یک ریاضیدان امریکایی-کانادایی است. شهرت اصلی او به خاطر بنیان نهادن برنامه لنگلندز است که شبکه وسیعی از حدس ها و نتایج بهم مرتبط در نظریه نمایش و فرم های اتومورف برای مطالعه گروه های گالوا در نظریه اعداد می باشد. او در سال ۲۰۱۸ به خاطر برنامه لنگلندز جایزه آبل را دریافت نمود. او استاد بازنشسته و صاحب دفتر آلبرت آینشتاین در مؤسسه مطالعات پیشرفته دانشگاه پرینستون است.